# Gloeophyllum sepiarium
Gloeophyllum sepiarium es una especie de hongo de la familia Gloeophyllaceae. El nombre del género viene del griego gloiós = resina, gluten, goma, de aquí el prefijo gleo o gloeo, que significa resinoso, glutinoso, pegajoso, y phyllon = hoja, lámina.

## Clasificación y descripción de la especie
Basidiocarpo anual, sésil a dimitado, coriáceo, de solitario a imbricado, de 20-55 x 20-30 x 8-12 mm; píleo semicircular, convexo, superficie seca, zonada, cuando joven tomentoso, en los especímenes adultos de híspido, escruposo a hirsuto; alterna con zonas glabras, de color café rojizo, grisáceo a casi negro hacia la base, margen de entero a ondulado, delgado, fértil, blanco grisáceo, de aterciopelado a hispido; himenóforo con láminas en arreglo radial de diferentes colores desde café amarillento, café anaranjado a café oscuro, de 12 a 21 láminas por cm, 1-7 mm de profundidad con bordes de ondulados a aserrados y aterciopelados.

## Distribución de la especie
Se desarrolla en México, en los estados de Chihuahua, Distrito Federal, Durango, México, Guanajuato, Hidalgo, Morelos, Querétaro, Sonora, Tamaulipas y Veracruz.

## Ambiente terrestre
Crece sobre oyameles (Abies religiosa).

## Estado de conservación
Se conoce muy poco de la biología y hábitos de los hongos, por eso la mayoría de ellos no se han evaluado para conocer su estatus de riesgo (Norma Oficial Mexicana 059).